# これで良しとする
『これで良しとする』（これでよしとする）は日本の歌手・美川憲一の楽曲。2024年9月25日にCDシングルとして発売された。

## 概要
美川のデビュー60周年記念シングルとして発表された。B'zの松本孝弘が作曲、GLAYのTAKUROが作詞を担当している。これは美川が松本との会食の際に直接依頼し、実現したものである。作詞についても松本の提案によりTAKUROが担当する事となった。

## 収録曲
| 全作詞: TAKURO、全作曲: 松本孝弘、全編曲: 松本孝弘、徳永暁人。 |                                                |        |            |      |
| #                                                              | タイトル                                       | 作詞   | 作曲・編曲 | 時間 |
| 1.                                                             | 「これで良しとする」                           | TAKURO | 松本孝弘   | 3:55 |
| 2.                                                             | 「華は散れど月は輝く」                         | TAKURO | 松本孝弘   | 4:05 |
| 3.                                                             | 「これで良しとする【オリジナル・カラオケ】」   | TAKURO | 松本孝弘   | 3:56 |
| 4.                                                             | 「華は散れど月は輝く【オリジナル・カラオケ】」 | TAKURO | 松本孝弘   | 4:01 |
| 合計時間:                                                      | 合計時間:                                      | 15:57  |            |      |

## 演奏
- 美川憲一 - ボーカル
- 松本孝弘 - ギター
- 徳永暁人 - ベース
- 河村"カースケ"智康 - ドラムス
- 小野塚晃 - ウーリッツァー(#1)、ピアノ(#2)
- 渡辺ファイアー - アルト・サックス(#1)
- 上石統 - トランペット(#1)
- 東条あづさ - トロンボーン(#1)
- 佐藤恵梨奈 with Lime Ladies Orchestra - ストリングス(#2)